# Postcombustie
În aviație, postcombustia (PC), sau forțajul este un sistem ce permite mărirea tracțiunii generate de către un motor turboreactor prin injectarea de combustibil după turbina cu gaze a turboreactorului.

## Principiu

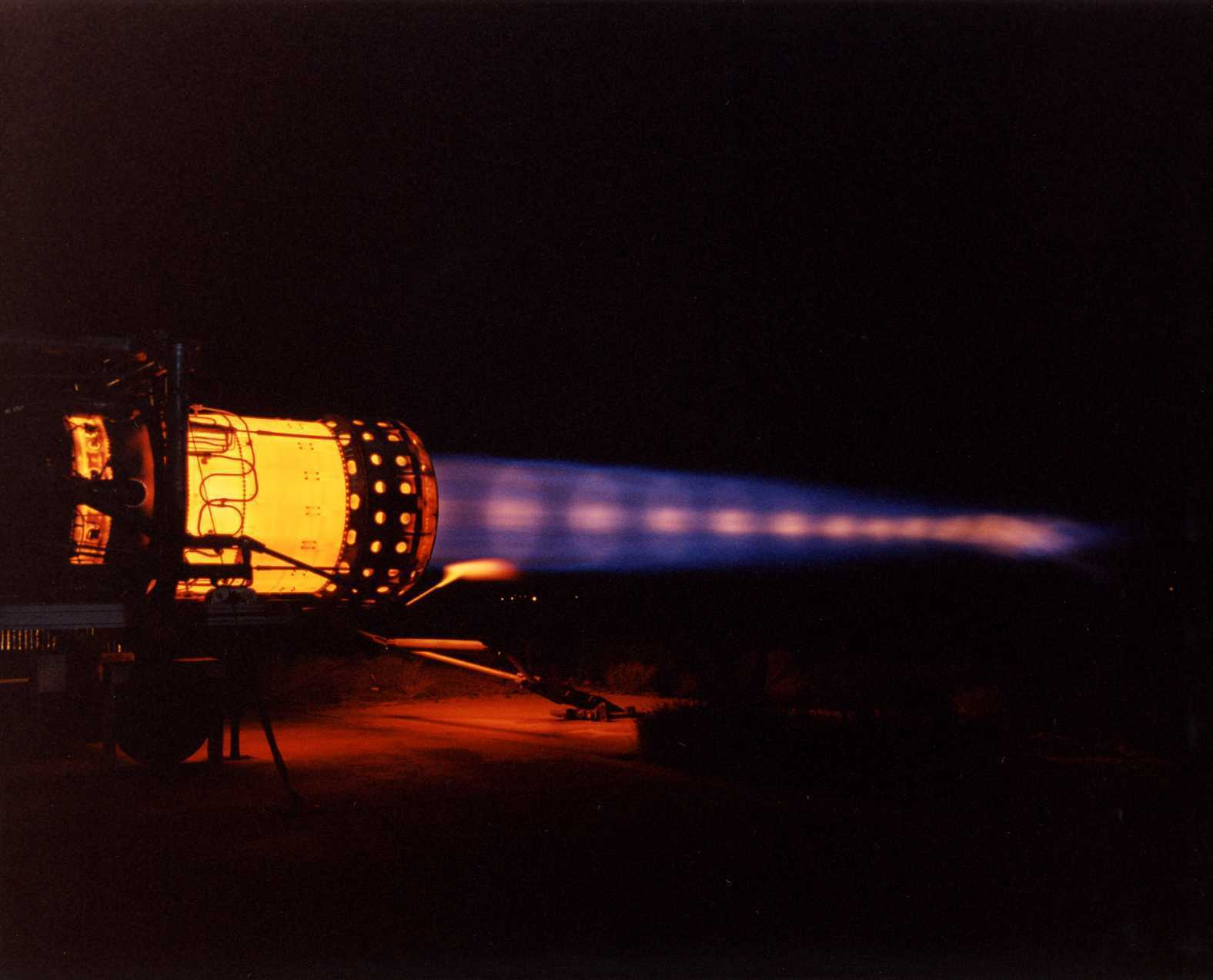
Test de postcombustie al unui reactor (Pratt & Whitney J58)
discurile vizibile în imagine sunt datorate undei de șoc generate din cauza vitezei supersonice cu care gazele sunt expulzate din turboreactor.

Temperatura suportată de turbinele cu gaze din componența turboreactoarelor este limitată de rezistența materialelor disponibile pentru palete. Această temperatură este inferioară temperaturii maxime care se poate obține în timpul arderii. Reducerea temperaturii gazelor de ardere care intră în turbină se face prin amestecarea cu o cantitate suplimentară de aer, provenită tot de la compresorul motorului turboreactor, însă aflată doar la temperatura de la ieșirea din compresor. Ca urmare, în aceste gaze se găsește o cantitate oarecare de oxigen.
În turbină, gazele se destind doar până la o anumită presiune, cât este nevoie pentru ca turbina să genereze puterea necesară pentru antrenarea compresorului. În continuare, căderea de presiune până la presiunea atmosferică (variabilă cu altitudinea) este folosită pentru accelerarea acestor gaze, rezultând jetul de gaze care generează propulsia.
Accelerarea gazelor se face într-un ajutaj, plasat în spatele turbinei. Ajutajul este cel ce transformă entalpia gazelor fierbinți în energie cinetică a jetului. Viteza care se poate obține depinde de parametrii gazelor la intrarea în ajutaj, raportul de presiuni la care lucrează ajutajul și de forma și dimensiunile lui geometrice. Forma cu secțiune variabilă a ajutajului se obține printr-un con central și un tub exterior, relativ cilindric. Tracțiunea se obține practic pe conul din centrul ajutajului. Cu cât jetul are o viteză mai mare în secțiunea de ieșire din ajutaj, cu atât tracțiunea va fi mai mare.
La funcționarea „normală”, energia jetului corespunde energiei gazelor la ieșirea din turbină. Având în vedere că în gazele evacuate din turbină mai există oxigen, o metodă de a ridica energia jetului este de a folosi acest oxigen la arderea unei cantități suplimentare de combustibil, injectat imediat după turbină. Deoarece temperatura gazelor este superioară temperaturii de aprindere a combustibilului, acesta ia foc, rezultând astfel o reacție de ardere suplimentară. Mărirea temperaturii gazelor la ieșirea din reactor permite creșterea vitezei maxime cu care gazele pot ieși din ajutaj, deci a tracțiunii turboreactorului. Din punct de vedere aerodinamic, gazele de combustie nu trebuie se depășească Mach 1 la ieșirea din ajutaj, în cazul contrar un fenomen sonic ar putea perturba ieșirea gazelor de combustie diminuând tracțiunea generată de reactor. Încălzirea gazelor are ca efect creșterea considerabilă a vitezei sunetului, deci gazele pot fi ejectate cu o viteză superioară vitezei sunetului în atmosferă, fără a depăși însă viteza sunetului în ajutaj.
Această tracțiune suplimentară este obținută cu prețul unui consum suplimentar  de combustibil considerabil (de 4 până la 5 ori mai mare decât combustia normală fără PC). Zgomotul produs precum și semnătura în infraroșu a reactorului cresc de asemenea (ceea ce poate prezenta un dezavantaj în situația tentativei de evitare a unei rachete autoghidate). Postcombustia produce o flacără impresionantă la ieșirea din reactor, care depășește adeseori lungimea aeronavei și, datorită destinderii în atmosferă apar unde de șoc (romburile din figura de la începutul paginii) care produc un zgomot puternic.

## Eficacitate

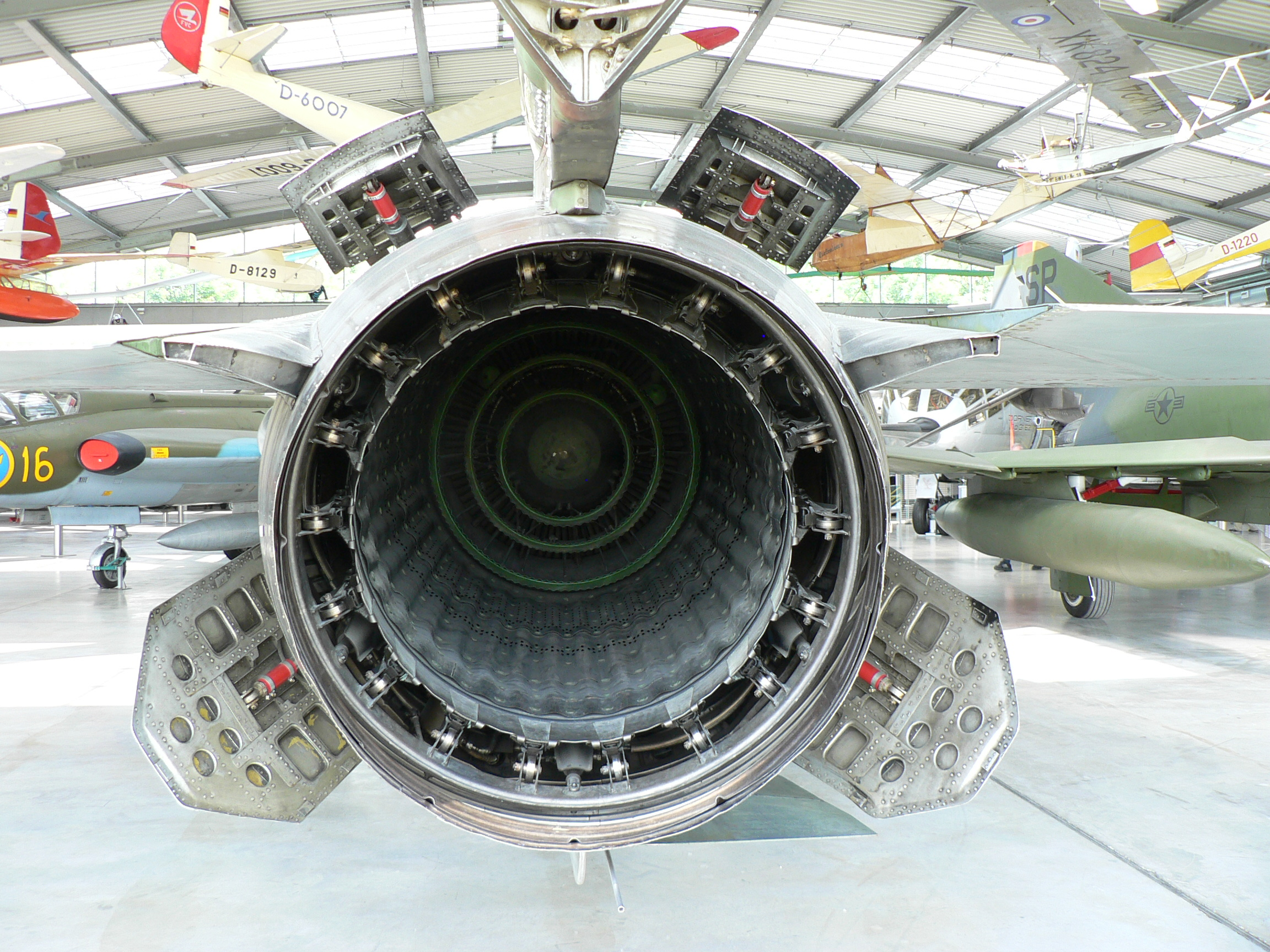
Duza unui reactor de Mig-23 prezentând inele de injectie de carburant pentru PC (în verde)

Când se face estimarea tracțiunii unui reactor de aviație, se vorbește despre tracțiune „fără forțaj” (engleză dry) când postcombustia nu este activată și „cu forțaj” (engleză wet) când este activată.
In cazul avioanelor militare, postcombustia permite în general un câștig de plus 50 % față de tracțiunea maximă a reactorului fără forțaj: este cazul reactorului General Electric J79, care echipează unele avioane celebre precum F-104 Starfighter sau F-4 Phantom II, sau al reactorului de concepție franceză Snecma M53 care echipează Mirage 2000.
În cazul Concorde, tracțiunea era mărită doar cu 27 % per reactor, dar acest avion dispunând de 4 reactoare, se obținea totuși echivalentul unul al cincilea reactor după activarea PC.